# Krynki Borowe
Krynki Borowe [ˈkrɨnki bɔˈrɔvɛ] est un village polonais de la gmina de Grodzisk dans le powiat de Siemiatycze et dans la voïvodie de Podlachie. Il se situe à environ 4 kilomètres au nord-ouest de Grodzisk, à 23 kilomètres au nord-ouest de Siemiatycze et à 66 kilomètres au sud-ouest de Bialystok.
Le village compte approximativement 30 habitants.

Selon le recenssement de la commune de 1921, ont habité dans le village 73 personnes, dont 68 étaient catholiques et 5 judaïques. Parallèlement, 68 habitants ont déclaré avoir la nationalité polonaise, 5 la nationalité juive. Dans le village, il y avait 14 bâtiments habitables.